# Leichtathletik-Europameisterschaften 1962/Medaillenspiegel
Dies ist der Medaillenspiegel der Leichtathletik-Europameisterschaften 1962, welche vom 12. bis zum 16. September im jugoslawischen Belgrad ausgetragen wurden. Bei identischer Medaillenbilanz sind die Länder auf dem gleichen Rang geführt und alphabetisch geordnet.
| Medaillenspiegel | Medaillenspiegel | Medaillenspiegel | Medaillenspiegel | Medaillenspiegel | Medaillenspiegel |
| Platz            | Land             | Gold             | Silber           | Bronze           | Gesamt           |
| ---------------- | ---------------- | ---------------- | ---------------- | ---------------- | ---------------- |
| 1                | UdSSR            | 13               | 6                | 10               | 29               |
| 2                | Großbritannien   | 5                | 3                | 6                | 14               |
| 3                | Deutschland      | 4                | 11               | 8                | 15               |
| 4                | Polen            | 3                | 5                | 5                | 13               |
| 5                | Frankreich       | 2                | 2                | –                | 4                |
| 6                | Italien          | 2                | 1                | 1                | 4                |
| 7                | Ungarn           | 2                | –                | 2                | 4                |
| 8                | Rumänien         | 1                | 2                | –                | 3                |
| 9                | Finnland         | 1                | 1                | 2                | 4                |
| 10               | Niederlande      | 1                | 1                | 1                | 2                |
| 11               | Belgien          | 1                | 1                | –                | 2                |
| 11               | Schweden         | 1                | 1                | –                | 2                |
| 13               | Tschechoslowakei | –                | 1                | 1                | 2                |
| 14               | Jugoslawien      | –                | 1                | –                | 1                |
| 15               | Schweiz          | –                | –                | 1                | 1                |
| Gesamt           | Gesamt           | 36               | 36               | 37               | 109              |